# Arbeitsschule
Arbeitsschule nannte zu Beginn des 20. Jahrhunderts eine Richtung der deutschen Reformpädagogik ihr Reformprojekt einer neuen Schule. Dabei wurde der Begriff sehr heterogen verstanden.
Auf der Reichsschulkonferenz 1920 und in vielen anderen reformpädagogischen Zusammenkünften in Deutschland diskutierten die Erneuerer über eine Schule, die sich von der „Buch- und Paukschule“ abgrenzen sollte, die für das wilhelminische Schulsystem als typisch gesehen wurde. Arbeitspädagogik galt als der Weg aus der obrigkeitsorientierten Schule des 19. Jahrhunderts. Allerdings wurde Arbeitspädagogik schon auf der Reichsschulkonferenz sehr unterschiedlich gefasst.
So hat Hugo Gaudig nur die „freie geistige Schularbeit“ gefordert, die auf ein freies Unterrichtsgespräch mit selbstbewussten Schülern zielte, während Paul Oestreich als Sprecher für den Bund Entschiedener Schulreformer die Position der Schule als Produktionsschule vertrat. Georg Kerschensteiner wiederum plädierte für das praktisch werkende Tun und schätzte es als erzieherisch wertvoll für die Heranbildung des zukünftigen Staatsbürgers ein. Otto Glöckel setzte 1919–1920 zuerst österreichweit in seiner Funktion als Unterstaatssekretär für Unterricht und danach als Präsident des Stadtschulrates Wien bei der Wiener Schulreform seine Vorstellungen einer Arbeitsschule gegen erhebliche Widerstände durch. Auch Adolf Reichwein kann mit seinem Konzept des Vorhaben-Unterrichts als ein Vertreter der Arbeitsschule bezeichnet werden.
In umfassenden Definitionen werden alle – auch internationale – Ansätze handelnden Unterrichts wie der von Maria Montessori und John Dewey dazugezählt. Allerdings bleibt begrifflich „Arbeitsschule“ im engeren Sinne auf den deutschen Diskurs am Anfang der Weimarer Republik begrenzt. Heute ist dieser Begriff weitgehend durch die Kategorien Handlungsorientierung bzw. Handelnder Unterricht ersetzt worden.
Unter dem Begriff Arbeitsunterricht wird gegenwärtig ein Unterricht verstanden, der nicht durch Belehrung, sondern durch eigenständiges Umgehen der Schüler mit gegebenen oder selbst ausgewählten Materialien und selbständiges Finden von Ergebnissen gekennzeichnet ist. Es besteht hier auch eine Nähe zum Entdeckenden Lernen.